# كمال أبو سن
الدكتور كمال أبو سن (أكتوبر 2021) طبيب سوداني من مواليد الولاية الشمالية الدبة رائد تخصص جراحه وزراعة الكلي. ولد بقرية أرقي شمال السودان.

## تعليمه
تخرج أبو سن في جامعة الخرطوم من كلية الطب في العام (1981). نال زمالة كلية الجراحين الملكية إيرلندا  كما نال زمالة كلية الجراحين الملكية أدنبرة، وزمالة كليات الجراحة بلندن وأسكتلندا.

## حياته المهنية
عمل في المملكة العربية السعودية ما بين (1986 و1988) وبعدها بإيرلندا لمدة ثلاث سنوات، ثم خاض تدريباً مستمراً في بريطانيا في تخصص جراحة الكلى منذ العام (1992)، إلى أن منح التخصصية في العام (1999)، وأصبح يتمتع بكافة حقوق الأطباء الاستشاريين في جراحة الكلي.

## أهم إنجازاته
يعد أبو سن أول طبيب سوداني تخصص، في زراعة الأعضاء بصورة علمية، وأول من زرع كلية لطفل في السودان.
عرف الدكتور أبو سن في تخصص جراحة وزراعة الكُلى، ولم يقتصر عطاؤه على وطنه السودان بل امتد ليشمل الدول العربية والأفريقية.
ساهم في تدريب وتأهيل الملاكات الطبية لإجراء عمليات زراعة الكلي في السودان.
عمل علي تنسيق زيارات تدريب بين بريطانيا والسودان وسيرت قوافل طبية بكل أقاليم السودان.
أسس منظمة كمال أبو سن الخيرية لدعم مرضي الكلي.
وهو الراعي لمنظمة أرقي لعلاج المرضى.

## تكريماته
نال وسام الجدارة السوداني من رئيس الجمهورية حاصل علي الدكتوراه الفخرية من جامعة الجزيرة، لديه أكثر من (240) شهادة تقديرية وإشارة تكريم داخل وخارج السودان.

## كتابة
خربشات علي جدار الذاكرة  كتاب من تأليف دكتور كمال ابو سن يجمع مابين حكاوي الخاص والعام.

## روابط خارجية
- لقاء مع الدكتور كمال ابو سن
- قضيه حالة حاجة زينه واتهام دكتور ابووسن